# Ахмедбеков, Зивер-бек Герай-бек оглы
Зивер-бек Герай-бек оглы Ахмедбеков (азерб. Zivər bəy Gəray bəy oğlu Əhmədbəyov; 1873, Шемахы — 16 февраля 1925, Баку) — первый азербайджанский архитектор с высшим образованием, главный архитектор города Баку с 1918 по 1922 год.

## Биография
Зивер-бек Ахмедбеков родился в 1873 году в Шемахе, в махалле Сары-торпаг. В 1902 году он окончил Петербургский институт гражданских инженеров. С этого же года по 1917 год Зивер бек работает в качестве архитектора в Бакинской губернской администрации, затем и в Бакинской городской управе. После образования Азербайджанской Демократической Республики Зивер бек Ахмедбеков в 1918 году становится главным архитектором Баку, и остаётся на этом посту вплоть до 1922 года. 
В период с 1906 по 1918 год по проекту Зивер бека были построены мечеть в Гёйчае (1906), «Имам-мечеть» (1909) и Джума-мечеть (1909—1918; совместно с Иосифом Плошко) в Шемахе, Голубая мечеть (1912—1913) и мечеть Тезе Пир, школа Саадет (позднее здание научно-исследовательского института офтальмологии, 1911-1912), один корпус Михайловской больницы (здание родильного дома имени Мешади Азизбекова, 1900-е), «Детская больница» (ныне здание Научно-исследовательского института матери и ребёнка, 1914—1916) в Баку. Также Ахмедбеков является автором проектов ряда жилых домов в Баку и Шемахе. 
Ахмедбеков связал традиции азербайджанского народного зодчества с зодчеством Востока и Европы. В 1917 году он вместе с О. Абуевым создал общество «Защиты и покровительства памятников исламского искусства». В 1919 году для восстановления Шемахи он создаёт общество «Новый Ширван».
Зивер-бек Ахмедбеков скончался 16 февраля 1925 года в Баку.

## Постройки
Красным выделены утраченные постройки
| Постройка                                                                          | Фотография | Год проектирования | Год постройки | Адрес                            | Примечания |
| ---------------------------------------------------------------------------------- | ---------- | ------------------ | ------------- | -------------------------------- | --- |
| Мечеть Таза-пир                                                                    |            | 1905-1914          | 1905-1914     | Баку                             | Построена при покровительстве Набат-ханум Ашурбековой. Она отправила Зивер-бека в путешествия по восточным странам где тот должен был ознакомиться с архитектурой разных мечетей и по прибытии спроектировать мечеть в Баку. |
| Мечеть и лавки                                                                     |            | 1900               | 1906-1917     | Геок-чай                         | |
| Мост                                                                               |            | 1907               | 1907          | р. Казир-чай                     | |
| Молоканская молельня                                                               |            | 1907               | 1907          | Шемахы                           | |
| Мечеть «Имам»                                                                      |            | 1910               | 1910-1917     | Шемахы                           | |
| Здание акционерного правления                                                      |            | 1910               | 1910-1912     | Шемахы                           | |
| Жилые дома для чиновников акцизного управления                                     |            | 1910               | 1910-1912     | Шемахы                           | |
| Школа «Саадэт»                                                                     |            | 1911               | 1912-1913     | Баку                             | Позднее здание научно-исследовательского института офтальмологии |
| Мечеть «Иттифак»                                                                   |            | 1911               | 1912-1913     | Баку                             | Построена на средства нефтепромышленника Аждар-бека Ашурбекова |
| Meчеть                                                                             |            | 1912               | 1912-1914     | Апшерон, с. Романы               | |
| Больничный павильон                                                                |            | 1912               |               | Баку                             | |
| Три корпуса, соединенные коридорами                                                |            | 1912               |               | Баку, двор Михайловской больницы | |
| Корпус Михайловской больницы (позднее Родильного дома № 1 имени Мешади Азизбекова) |            | 1912               | 1912-1913     | Баку, Улица Физули, 31           | Снесена в начале 2010-х во время реконструкции улицы |
| Детская больница                                                                   |            | 1914               | 1914-1918     | Баку, Персидская ул., 201        | |
| Жилой дом                                                                          |            | 1914               | 1914-1916     | Баку, 6-й Парковый пер., 1       | |
| Мечеть Мухтарова                                                                   |            |                    | 1901-1908     | Баку, посёлок Амираджан          | Занесена в список объектов, охраняемых ЮНЕСКО как исторический памятник. |

## Память
- Одна из улиц Баку носит имя Зивер-бека Ахмедбекова.
- 26 мая 2011 года в Баку состоялось открытие памятника Зивер-беку Ахмедбекову, установленного в одноимённом парке у станции метро Низами[6]. Автором памятника является народный художник, скульптор Натиг Алиев[7].

Памятник Зивер-беку Ахмедбекову в Баку
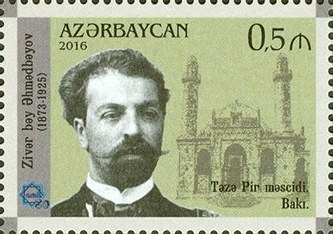
Почтовая марка Азербайджана, посвящённая Ахмедбекову
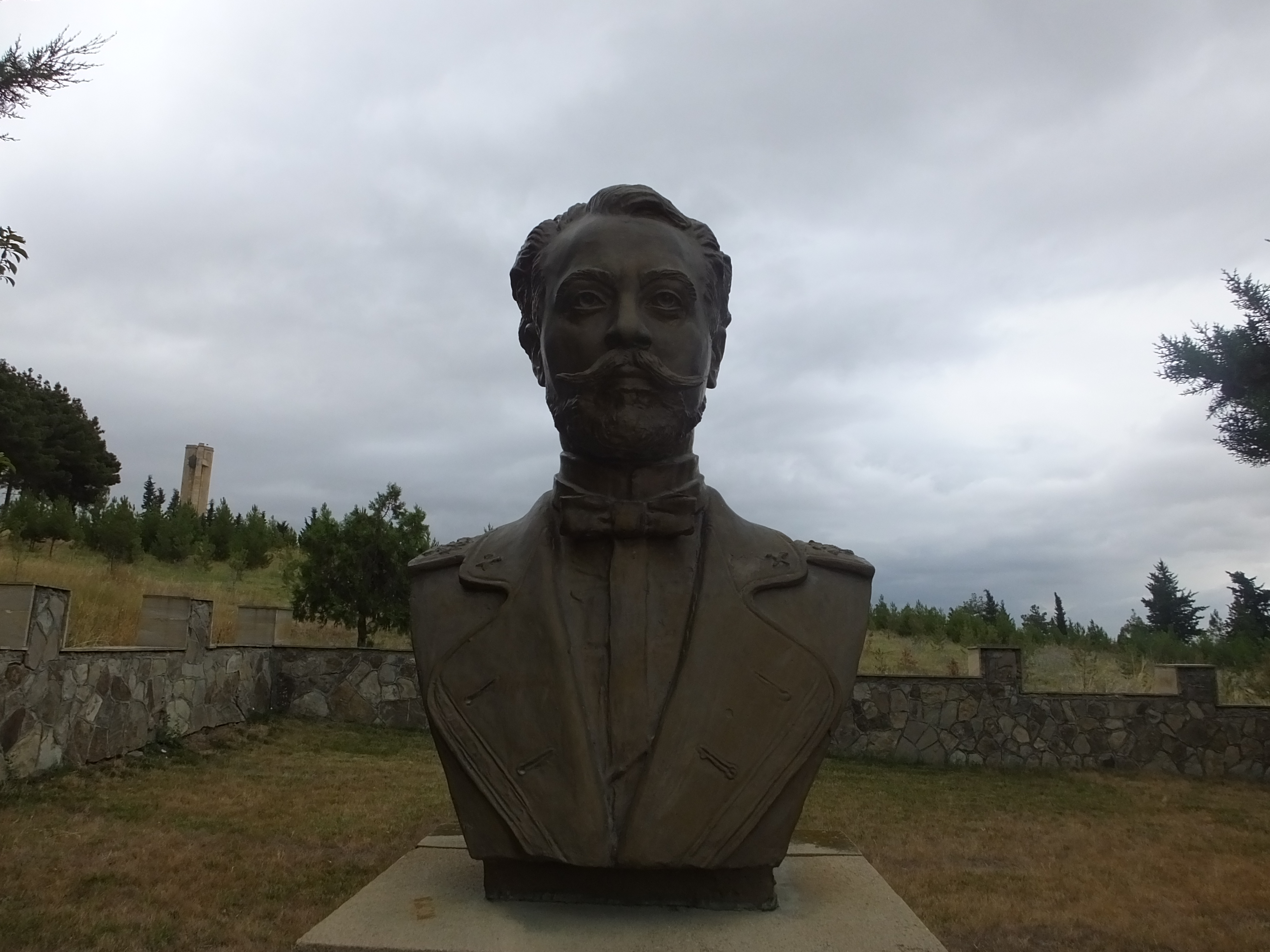
Бюст Ахмедбекова в Шемахе